# Дводверний седан
Дводверний седа́н, заст. тудо́р (англ. two doors — «двоє дверей») — кузов легкового автомобіля з двома рядами повнорозмірних сидінь, двома дверцятами і багажником, структурно відділеним від пасажирського салону. Різновид кузова «седан».

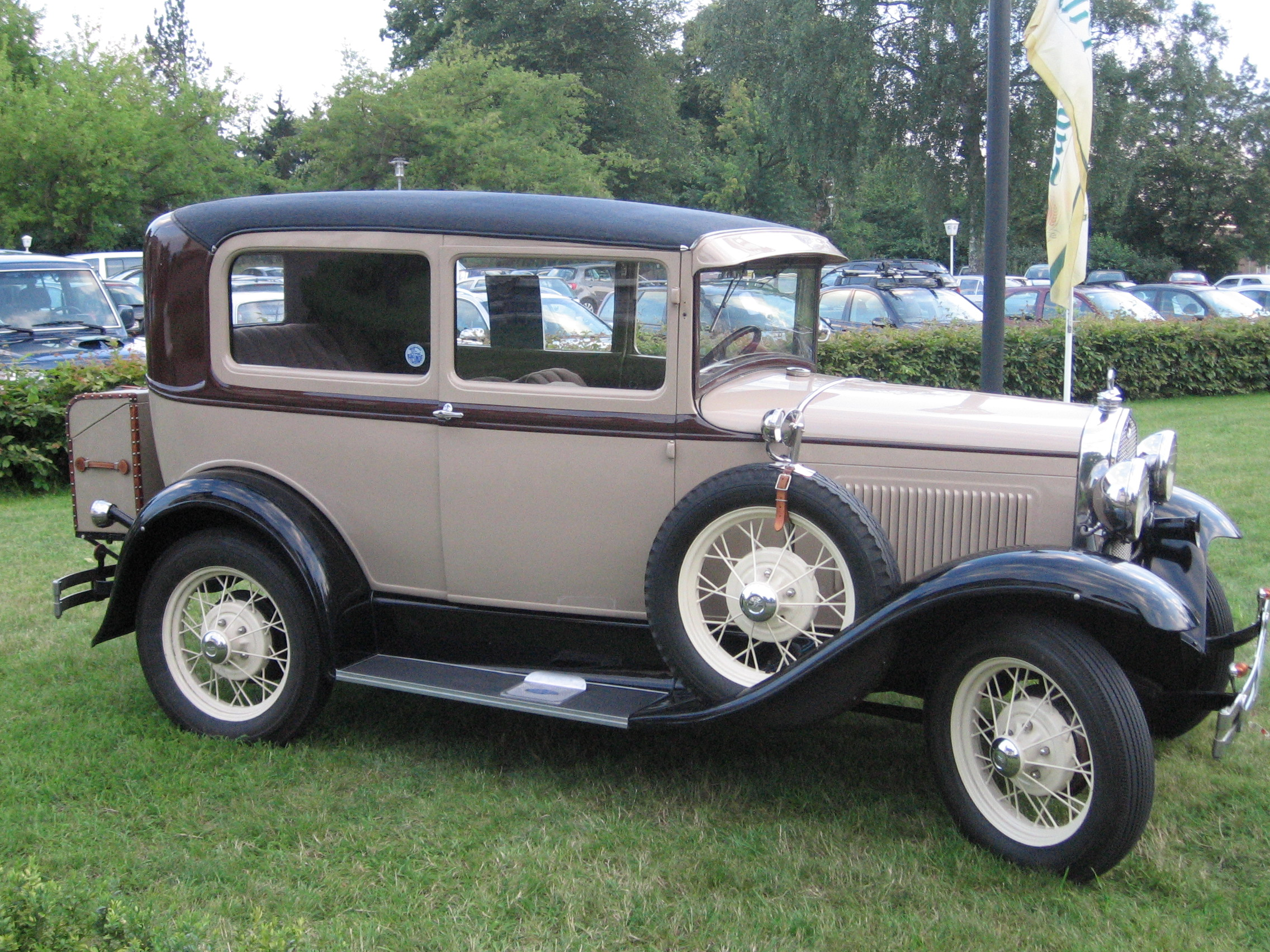
Ford A Tudor — початковий тип дводверного седана.

Заднє скло на дводверному седані зазвичай жорстко закріплене в рамці, але на ряді моделей могло опускатися як скло дверей або трохи відкидатися для вентиляції.
Дверні пройми зазвичай роблять на 15—20 % ширшими, ніж в чотиридверному, крім цього, спинки передніх сидінь, як правило, відкидаються вперед для спрощення проходу на задній ряд сидінь.
При тій же комфортабельність і місткості, дводверні седани відрізняються від чотиридверних меншою на 30—50 кг власною вагою, більшою жорсткістю на скручування і на 5—10 % меншою ціною, що визначило їх популярність у 30—80-х роках ХХ століття як бюджетних модифікацій.

Двоє дверей замість чотирьох утрудняють доступ до заднього ряду сидінь, але водію і передньому пасажиру сідати в дводверний седан, навпаки, зручніше, ніж в чотиридверний завдяки розширеним проймам дверей.

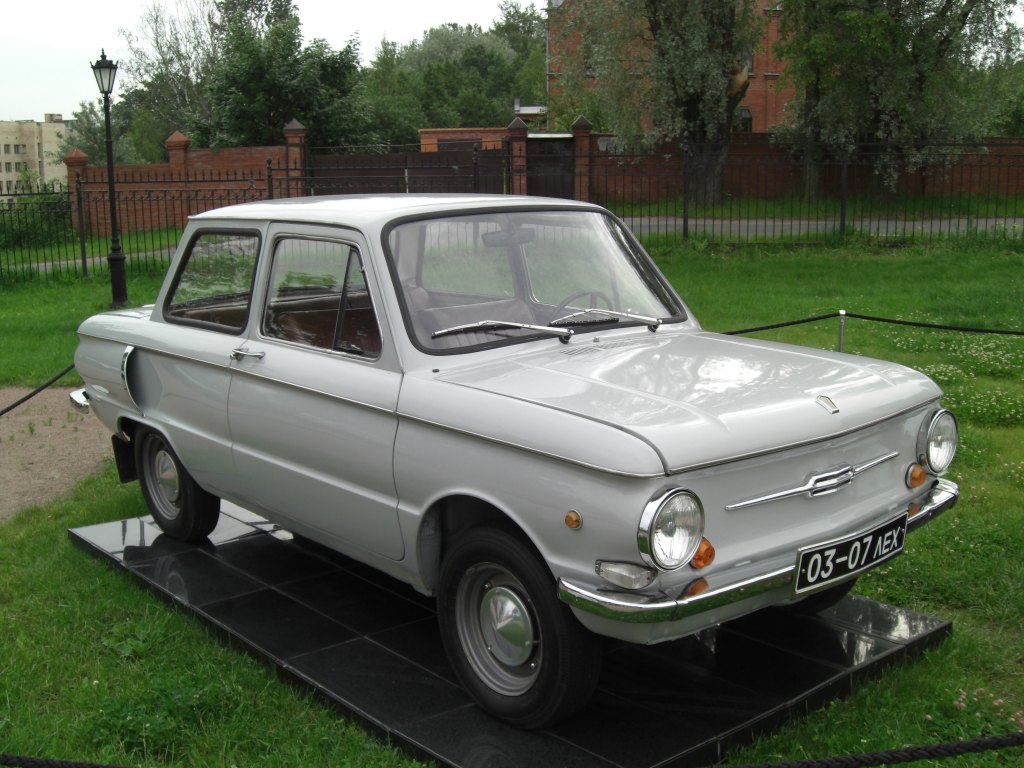
«Запорожець» ЗАЗ-968 — класичний зразок такого кузова.

## Розповсюдження

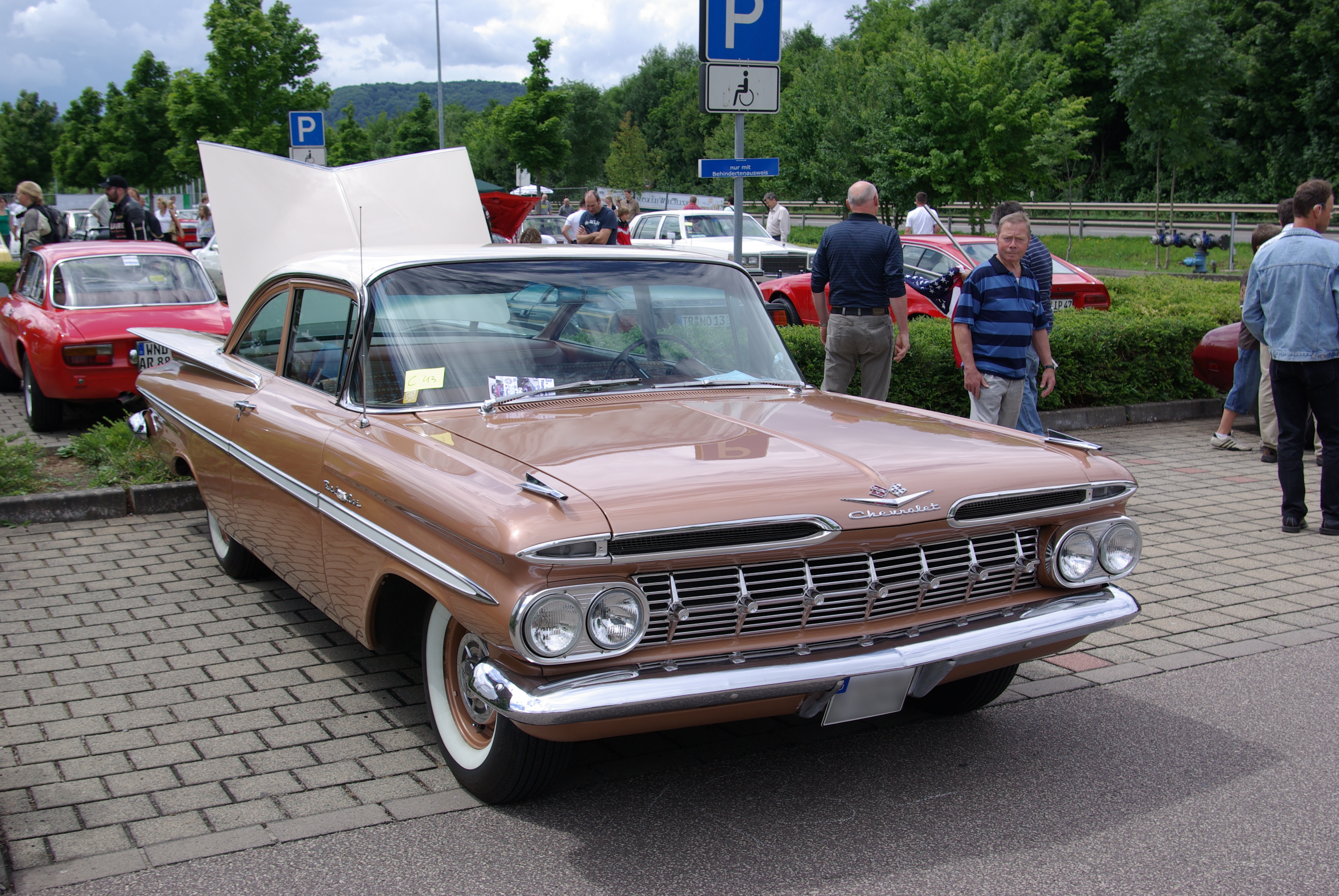
Chevrolet Bel Air моделі 1959 року в кузові two door sedan. Той же автомобіль без центральної стійки кузова називався вже «купе».

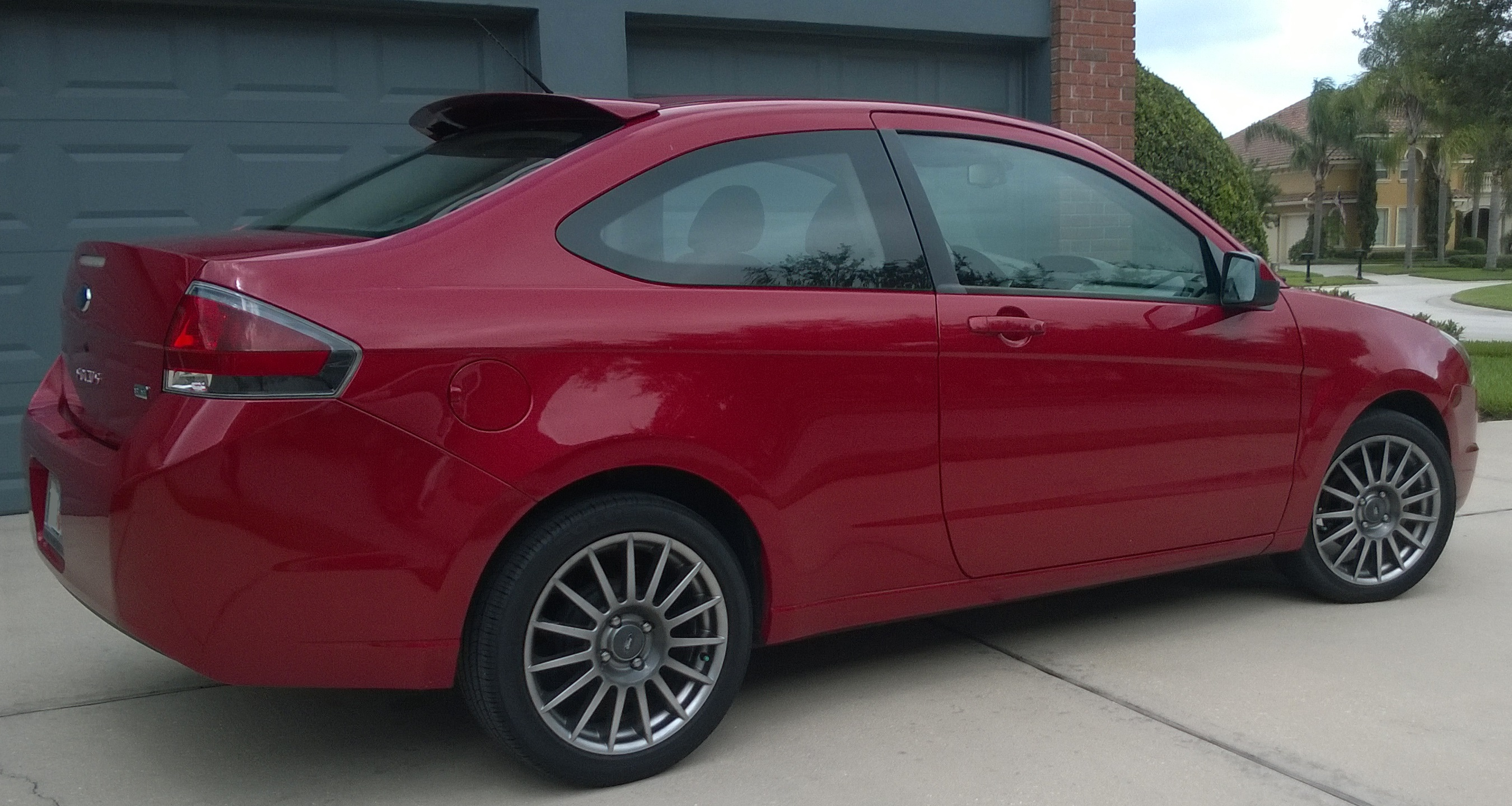
Сучасний дводверний седан Ford Focus, виробником позначений як «купе».

Автомобілі з цим кузовом завжди були дуже популярні в США і Канаді але нерідко зустрічалися і в Європі — особливо в Німеччині та Англії — до вісімдесятих років, коли їх витіснили кузови типу тридверного хетчбека. Окрім нижчої вартості та більшої безпеки пасажирів, традиційною перевагою такого кузова є те, що діти, які сидять на задніх сидіннях не можуть випадково відкрити задні двері на ходу, хоча розповсюдження сучасних систем центрального замикання дверей і блокувальних дверних замків на задніх дверях (дитячий замок) дещо анулює цю перевагу.
У Північній Америці в останні роки спостерігається тенденція до перейменування дводверних седанів в «coupé» (купе) за маркетинговими міркуваннями, хоч від справжніх дводверних купе з місткістю 2+2 дводверний седан відрізняється повноцінним заднім двох-тримісним пасажирським сидінням і нормальною (не пониженою) висотою стелі в задній частині даху (об'єм задньої частини пасажирського салону не менше 934 см³).

## Особливості термінології
У 50—70-х роках в США було прийнято називати «купе» багато дводверних автомобілів без центральної стійки (хардтоп) незалежно від конфігурації кузова, але, по суті, серед цих автомобілів було дуже багато дводверних седанів.

## Приклади дводверних седанів
- Ford Model A Tudor (1927—1932);
- Фольксваген Жук;
- Fiat 600;
- «Запорожці» всіх серійних моделей;
- Fiat 128 Rally (1971—1978);
- Fiat 131 Mirafiori 2-door(1974—1979);1
- BMW E21 (1975—1983);
- BMW E30 (1982—1994);

- Toyota Platz / Echo 2-door Sedan (2001—2005);
- В варіанті з цим типом кузова пропонувалися практично усі бюджетні американські моделі автомобілів до кінця 1970-х — 1980-х років.